# Anna Maria Klechniowska
Anna Maria Klechniowska (15 avril 1888 - 28 août 1973) est une compositrice et professeur de musique polonaise.

## Biographie
Née en Borowka, Ukraine, elle a étudié aux conservatoires de Varsovie et de Lemberg (Lviv), puis à Leipzig et à Paris. Elle est diplômée de l'Académie de Vienne en 1917, après avoir étudié avec Lech Jaczynowski, Gustaw Roguski, Mieczyslaw Soltys, Josef Pembaur, Stanislaw Niewiadomski, Stephan Krehl, Klara Czop-Umlauf, Franz Schmidt et Nadia Boulanger. Après avoir terminé ses études, elle a travaillé comme professeur de musique et comme administrateur des arts. Elle meurt à Varsovie,.

## Œuvres
Klechniowska est connue pour ses œuvres pour piano pour les jeunes enfants et pour ses compositions vocales.
- A Weeding Overture, pour orchestre (1955)
- The Seasons of the Year, suite symphonique (1953)
- The Royal Castle in Cracow, poème symphonique
- Phantasma, ballet-pantomime en 6 scènes, (1964)[3]

## Source
- (en) Cet article est partiellement ou en totalité issu de l’article de Wikipédia en anglais intitulé « Anna Maria Klechniowska » (voir la liste des auteurs).